# Lucas Strack-Bellachini

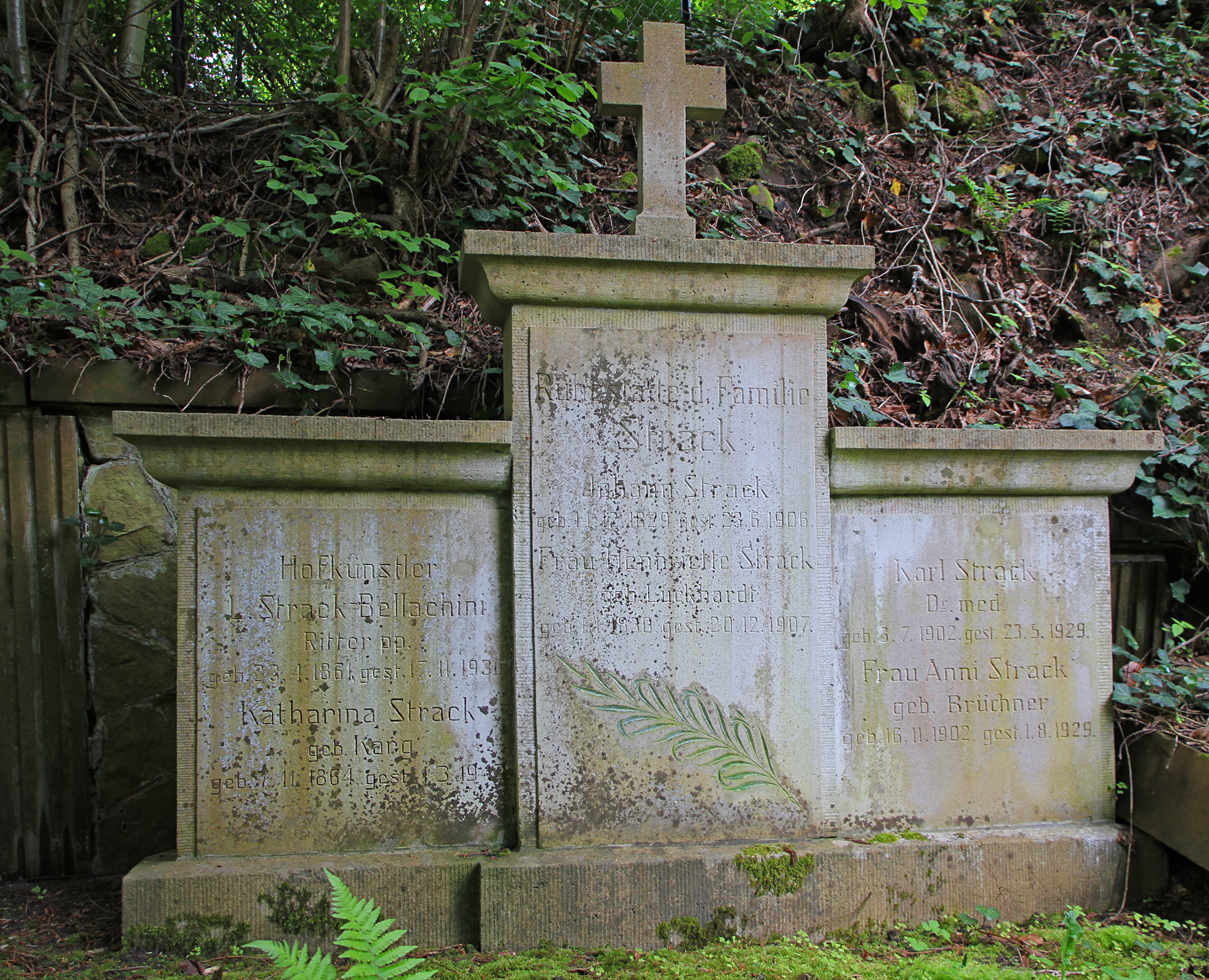
Familiengrab von Lucas Strack-Bellachini auf dem Hauptfriedhof Marburg

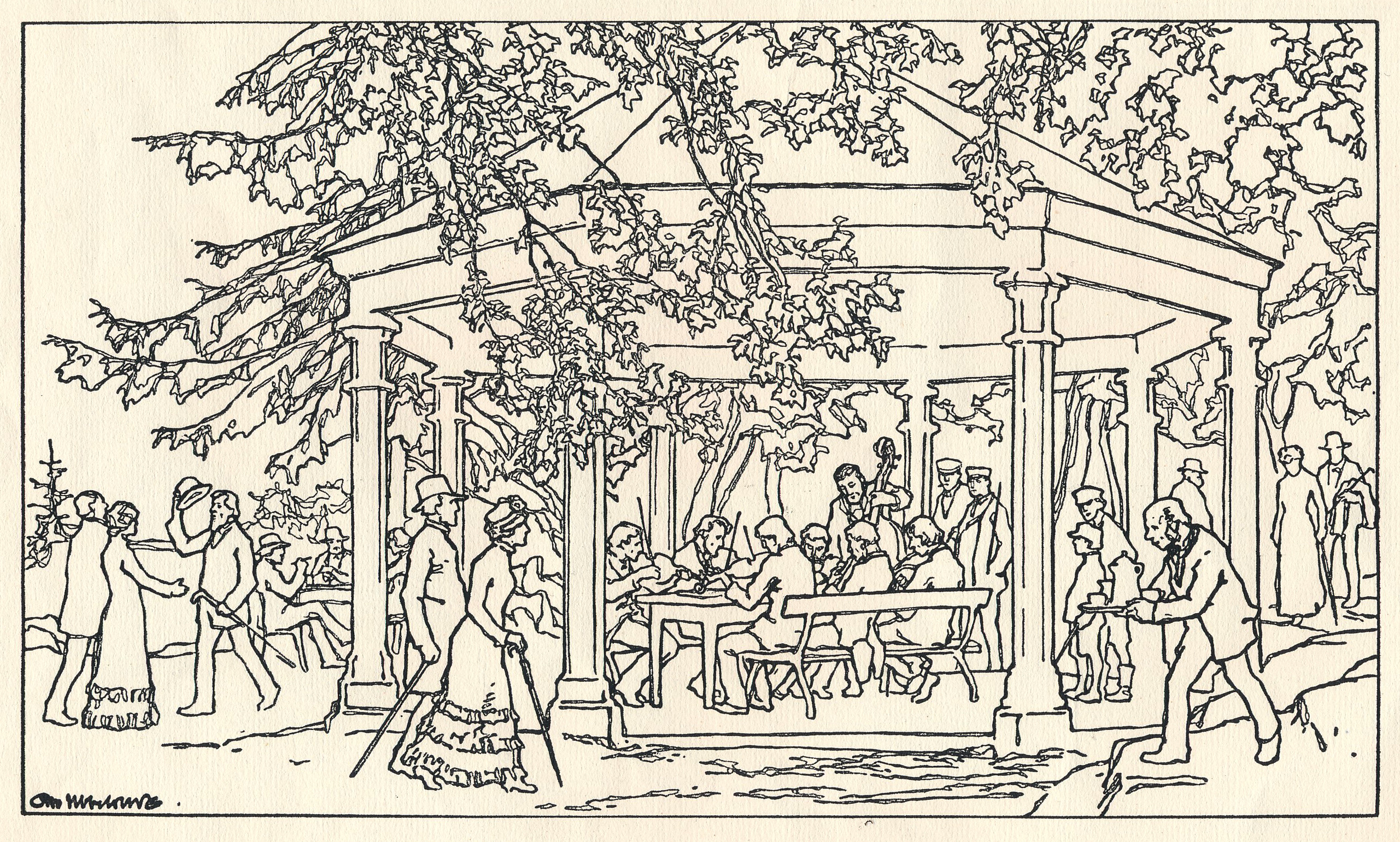
Stadtkapelle „Die sieben Raben“ auf Spiegelslust. Federzeichnung von Otto Ubbelohde

Lucas Strack-Bellachini, Geburtsname Kaspar Ludwig Strack (* 23. April 1861 in Ebsdorf; † 17. November 1930 in Marburg), war in den Jahrzehnten um 1900 ein in Europa bekannter Zauberkünstler (Illusionist).

## Vom Kapellmeister zum Zauberer
Strack-Bellachinis Vater war der Schuhmachermeister Johann Strack (1829–1906), verheiratet mit Hennriette Luckhard (1829–1907). Die Familie zog um 1870 von Ebsdorf nach Marburg.
Um 1880 wurde Strack Stadtkapellmeister von Marburg. Er leitete die Kapelle Die sieben Raben. Der Marburger Maler Otto Ubbelohde stellte die Musikkapelle in einer Federzeichnung in seinem Band Aus schöner alter Zeit bei einem sonntäglichen Auftritt auf dem Marburger Ausflugsort Spiegelslust dar. Früh wandte sich Strack der Zauberkunst zu. Er fand eine Anstellung als Kapellmeister im Zauberzirkus von Ernst Basch. Als dieser sein Gewerbe aufgab und eine Zauberapparatefabrik gründete, erwarb Strack von Basch Requisiten und Zauberkunststücke und ging selbst auf Tour.

## „Der Marburger Bellachini“
Anfangs hatte er nur wenig Erfolg. Er experimentierte mit Lichteffekten, einer schwarzen Bühne und mit phosphoreszierendem Material. Knochen wurden damit an schwarzer Körperbekleidung angemalt, wodurch sie das Licht reflektierten. Er war immer bestrebt, neueste technische und naturwissenschaftliche Kenntnisse wie den Magnetismus in sein Programm mit aufzunehmen. Der Durchbruch gelang ihm im November 1886 bei einem Auftritt am Hofe des Herzogs Ernst II. von Sachsen-Coburg und Gotha. Dieser Erfolg öffnete ihm den Zugang zu den höchsten Kreisen im Deutschen Reich. Herzog Ernst soll ihm vorgeschlagen haben, den Namen des kurz vorher verstorbenen Bellachini als neuen Künstlernamen zu nutzen. Mit der Bezeichnung Der Marburger Bellachini trat er somit in die Fußstapfen seines bekannten Namensvorgängers.
Die Requisiten seines Unternehmens transportierte er in mehreren Eisenbahnwagen durch Europa. Er beschäftigte mehrere Gehilfen und Musiker. Er trat im Winterhalbjahr in den großen Städten des Deutschen Reichs, aber auch in London, Mailand, Wien und Budapest in den größten Sälen auf und hat in den drei Jahrzehnten bis zum Ersten Weltkrieg ein Millionenpublikum unterhalten. In der Zirkusstadt Krems an der Donau (Österreich) war er auf dem großen Zirkusplatz, wo Zirkuszelte für bis zu 15.000 Zuschauern aufgebaut werden konnten, als Alleinunterhalter aufgetreten. Meist trat er in den Städten an fünf Tagen auf, wobei der vorletzte Tag der Kindervorstellung vorbehalten blieb. So berichtete die Zeitung Dorfchronik und Grafschafter (Moers) im Jahr 1909, dass bei der Kindervorstellung am Nachmittag mehr als 2000 Kinder anwesend gewesen wären. Er trat während des Ersten Weltkriegs noch als Zauberkünstler in Lazaretten auf.

## Späte Jahre und Tod
Nach Ende des Krieges verkaufte er sein Unternehmen. Einige seiner Mitarbeiter arbeiteten in der Folgezeit weiter als Zauberkünstler. Der erfolgreichste von ihnen war Franz Schweizer. Schweizer hatte den Künstler gefragt, ob er den Namen Bellachini weiter führen dürfte, was ihm Strack-Bellachini erlaubte.
Strack-Bellachini hatte seine Einnahmen gut verwaltet und war mit dem Verkauf seiner Requisiten und Zauberstücke ein reicher Mann geworden. Er galt in Marburg als Millionär und hatte Zugang zur städtischen Honoratiorenschaft. Am 24. Januar 1912 war er in die Kasseler Freimaurerloge Einigkeit und Treue aufgenommen worden, ab 1915 war er „ständig besuchender Bruder“ der Marburger Loge Marc Aurel zum flammenden Stern, deren Mitglied er dann etwa 1920 wurde. Allerdings verlor er mit Ausnahme seines Hauses nahezu alle Werte in der Inflation von 1923. Bis 1930 war er als Heilkundiger tätig. Über viele Jahre war er mit dem „Lehmpastor“ Emanuel Felke gut bekannt gewesen und hatte von ihm homöopathische Kenntnisse erlangt. Sein großes Charisma hatte er auch bei der Tätigkeit als Homöopath große Anerkennung und Erfolge gebracht. Er verstarb im Alter von 69 Jahren in Marburg an einem Schlaganfall.
Viele der späteren Zauberkünstler – eine Auflistung gibt mehr als fünfzig Namensträger an, die den werbewirksamen Namen des originalen Bellachini (1828–1885) nutzten – besuchten sein Grab, das noch heute auf dem Marburger Friedhof in der Ockershäuser Allee besteht. Auch Kalanag, Filmproduzent und Zauberkünstler, kam, als er im Jahr 1948 in Marburg gastierte, mit seinem Ensemble zu seinem Grabstein.

## Auszeichnungen
- durch Herzog Ernst von Sachsen-Coburg und Gotha: Medaille für Kunst und Wissenschaften (1891)
- durch Herzog Ernst von Sachsen-Coburg und Gotha: Herzog-Ernst-Medaille (1892)
- durch Herzog Ernst von Sachsen-Coburg und Gotha: Ernennung zum Herzoglich-Sächsischen Hofkünstler (1893)
- durch den Königlich italienischen Circolo Frentano in Larino (Italien): Goldene Frentano-Verdienst-Medaille (1900)
- durch Herzog Friedrich von Anhalt: Ernennung zum Hofkünstler (1905)
- durch Fürst Leopold zur Lippe: Verleihung der Lippischen Rose am Ring (1911)